# Фільохи
Фільохи (пол. Filochy) — село в Польщі, у гміні Червін Остроленцького повіту Мазовецького воєводства.
Населення — 47 осіб (2011).
У 1975-1998 роках село належало до Остроленцького воєводства.

## Демографія
Демографічна структура станом на 31 березня 2011 року:
|          | Загалом | Допрацездатний вік | Працездатний вік | Постпрацездатний вік |
| -------- | ------- | ------------------ | ---------------- | -------------------- |
| Чоловіки | 21      | 7                  | 12               | 2                    |
| Жінки    | 26      | 9                  | 10               | 7                    |
| Разом    | 47      | 16                 | 22               | 9                    |